# 约翰内斯·廷内斯·伯
约翰内斯·廷内斯·伯（挪威語：Johannes Thingnes Bø，1993年5月16日—）生于松恩-菲尤拉讷郡斯特林，是一名挪威男子冬季两项运动员。约翰内斯是家中五个孩子当中第二年轻的，他的其中一个比他大五岁的哥哥塔里耶伊同样是冬季两项运动员。约翰内斯在2013年完成了自己的世界杯分站赛首秀。